# الأحداث في منغوليا الداخلية
كانت حملة منغوليا الداخلية في الفترة ما بين عامي 1933 و1936 جزءًا من غزو الإمبراطورية اليابانية لشمال الصين قبل البدء الرسمي للقتال في الحرب الصينية اليابانية الثانية. عام 1931، أمّن غزو منشوريا تأسيس حكومة تابعة لأجندات خارجية في مانشوكو (دولة عميلة تأسست في منشوريا وشرق منغوليا الداخلية) وفي عام 1933، فصلت عملية نيكا مقاطعة جويل عن جمهورية الصين. حوّل الجيش الإمبراطوري الياباني انتباهه نحو الغرب، نحو مقاطعات شاهار وسويوان في منغوليا الداخلية، بعد ان استعصى عليه التقدم أكثر شمالًا نتيجة هدنة تانغو، وذلك بهدف تأسيس دولة الصين الشمالية العازلة. استخدمت اليابان جيوشًا بالوكالة في حملاتها في سبيل تجنب الانتهاك العلني للهدنة، في حين كانت المقاومة الصينية تقتصر في البداية على قوات حركة المقاومة المناهضة لليابانيين في شاهار فقط. كانت الحركة آنفة الذكر مشمولة في الجيش المنغولي الداخلي، وجيش مانشوكو الإمبراطوري، وجيش هان الصالح الكبير. كانت الحكومة الصينية معادية بشكل صريح للمقاومة المناهضة لليابان وقاومت العدوان الياباني فقط في سويوان عام 1936.

## نظرة عامة
في فبراير 1933، بعد الغزو الياباني الناجح لجويل، ترك جيش كوانتونغ كتيبة يابانية صغيرة وجيش مانشوكو الإمبراطوري الأكبر بكثير لمراقبة حدود جويل الشرقية، في حين انتقل عدد كبير من القوات اليابانية جنوبًا للتشابك مع الصينيين بجانب السور العظيم. في أبريل من عام 1933، عبر الجنرال ليو غويتانغ المتعاون، بموجب أوامر يابانية، إلى مقاطعة شاهار الجنوبية الشرقية الجنوبية في منطقة دولونور، بعد أن خدع انتباههم لجذب التعزيزات الصينية إلى سور الصين العظيم. قاد ليو قواته البالغ عددها 3000 جندي شرقًا نحو تشانغبي بعد أن وجد القليل من المقاومة. على الرغم من الإبلاغ عن ذلك كعملية يابانية، لربما يكون تقدم ليو الإضافي حصل دون موافقة اليابان الصريحة.
عينت لجنة حزب الكومنتانغ الصيني العسكرية في بكين الجنرال فو زوي قائدًا للمجموعة السابعة للجيش الصيني، وكلفته بحفظ الأمن على حدود جويل. في نهاية أبريل، عندما اقتربت القوات اليابانية المتقدمة من ميون، أعاد هي ينغكن نشر قوات فو زوي بفارغ الصبر لتعزيز دفاعات بكين شرق تشانغبينغ، تاركًا حدود شاهار دون دفاع. انتهز الجيش الياباني وجيش المانشوكو الفرصة في 11 مايو، وسرعان ما تابعا التقدم وراء ليو غويتانغ، واستولوا على منطقة دولونور، ثم استولوا على غويوان، قبل مدة وجيزة من توقيع هدنة تانغو في 31 مايو 1933.

## جيش شاهار الشعبي المناهض لليابانيين
أغضبت شروط هدنة تانغو الرأي العام، خصوصًا في الصين الحضرية. تعاونت مجموعات من الوطنيين الصينيين الذين يعارضون سياسات تشيانغ كاي شيك داخل حزب الكومنتانغ والحزب الشيوعي الصيني، وكذلك الصينيين المغتربين في تنظيم ودعم قوة غير نظامية، أو جيش تحالف مناهض لليابانيين لمقاومة التعدي الياباني المتزايد.
تمكن الجنرال فانغ يوتشانغ ومرؤوسه السابق جي هونغ تشانغ من تجنيد العديد من الوحدات من جنود غومينجن السابقين. جمع فانغ تشانهاي المتطوعين من بقية الصين. يُضاف إلى ذلك الميليشيات المحلية التي طُردت من جويل من قِبل اليابانيين وقوات حرب العصابات المنشورية المناهضة لليابانيين تحت قيادة فانغ تشانهاي، وميليشيا شاهار المحلية، والجيش المنغولي تحت قيادة ديمشوغدونغروب. حتى أن المتعاون الياباني ليو غويتانغ قد غير ولاءه وانضم إلى جيش التحالف المناهض لليابان كما فعل زعيم عصابات سويوان وانغ ينغ.
بعد اجتماع لمختلف ضباط القيادة في 26 مايو 1933، أًعلن رسميًا عن جيش شاهار المناهض لليابانيين، إذ أصبح الجنرال فانغ تشانهاي القائد الأعلى له وأصبح فانغ تشو وو نائبًا للقائد الأعلى وجي هونغتشانغ قائدًا لخط الجبهة. قُدّر عدد قوات الجيش بما يتراوح بين 60,000 و120,000 رجلًا من مصادر مختلفة، بالإضافة إلى ادعاء فانغ بوجود 100,000 رجل. على الرغم من هذا العدد، إلا أن معظم المتطوعين كانوا يفتقرون إلى البنادق أو الأسلحة الحديثة الأخرى.

### حملة جيش التحالف المناهض لليابان
بحلول الوقت الذي أُنشئ فيه جيش الحالف المناهض لليابانيين، عزز جيش الكوانتونغ دفاعاته في دولونور. حُرست المدينة بأكثر من 2000 رجل من فرقة سلاح الفرسان اليابانية الرابعة بالإضافة إلى وحدة مدفعية. أقام اليابانيون 32 بناءً متصلًا بالخنادق وشبكة اتصالات سلكية وخطوطًا متعددة من الحواجز خارج المدينة. وكانت هذه الدفاعات الخارجية تحرسها قوات مانشوكو تحت قيادة لي شو هسن. في الجنوب، تمركز الفوج الثامن الياباني في فنغنينغ ليقدم الدعم المتبادل مع القوات في دولونور.
وجد جيش التحالف المناهض لليابانيين نفسه في وضع أسوأ يومًا بعد يوم. في 1 يونيو، قصفت الطائرات اليابانية دوشيكو، وفي 4 يونيو، سقطت باوشانغ أمام اليابانيين، حالها حال كانغباو يوم 5 يونيو. في 21 يونيو، أمر فانغ يوشيانغ جيش التحالف المناهض لليابانيين بشن هجوم مضاد في ثلاث أرتال لاستعادة الأرض التي احتلها اليابانيون. في 22 يونيو، اقتربت طليعته من كانغباو، وبعد عدة ساعات من القتال فرت قوات مانشوكو بقيادة الجنرال تسوي شينغور، مما سمح للقوات الصينية بإعادة احتلال البلدة.
في أواخر يونيو، اندفعت قوة بقيادة جي هونغتشانغ شمال شرق البلاد ضد دولونور بفيلقين. استعاد الفيلق الشمالي باوشانغ من قوة مانشوكو المحبطة الآن تحت قيادة تسوي شينغور. تقدم الفيلق الجنوبي تحت قيادة فانغ تشن وو في غويوان، حيث واجهه الجنرال ليو غويتانغ المتعاون. أُقنع ليو بتغيير ولائه، واستسلمت غويوان وغيرها من المناطق على هضبة باشانغ دون معركة.

### نهاية جيش التحالف المناهض لليابانيين
يعتقد شيانغ كاي شيك أن الشيوعيين سيطروا على جيش التحالف المناهض لليابانيين، وشعر أنه يشكل تهديدًا لسلطته. عندما أُعلن عن جيش التحالف المناهض لليابانيين، أصدرت لجنة الكومنتانغ العسكرية في بكين أمرًا بقطع خدمة قطار الركاب إلى كالغان. في وقت لاحق أرسلوا قطارًا مدرعًا بالقرب من كالغان، وأمروا يان شيشان بتركيز قوات على حدود شانشي مع شاهار، بما في ذلك الفرقة 42 تحت قيادة فانغ تشينزاي، والجيش الصيني رقم 35 تحت قيادة فو زوي والجيش الصيني الثالث بقيادة بانغ بينغشون. في يوليو، أعفى الجيش الصيني السابع عشر بقيادة شو تينغاو والقسم 87 تحت قيادة وانغ جينغ جيو قوات سن ديانينغ وسيطر على خط سكة حديد سويوان-بكين، مانعًا الإمداد الخارجي والتعزيزات لجيش التحالف المناهض لليابان.
واستخدم شيانغ كاي شيك الشقاق الداخلي للجيوش المناهضة لليابان ضدها، وأرسل جواسيس لجمع المعلومات الاستخباراتية وخلق شائعات وزرع الشقاق وشراء أو كسب بعض القادة. انشق الجنرالات غانغ ياو وفانغ تشانهاي ولي تشون غيي وتان زيكسين في النهاية عن تشيانغ، واغتُيل دنغ ون.

## ديمشوغدونغ روب والحكومة المنغولية الداخلية المستقلة
خلال شهر سبتمبر من عام 1933، سافر الأمراء المنغوليون لمقاطعتي شاهار وسويوان إلى بيثالاك شمال كوييهوا وتجمعوا في مجلس الأمير ديمشوغدونغوب، الذي كان يحاول منذ شهور تأسيس حركة حكم ذاتي لعموم منغوليا. في منتصف شهر أكتوبر، على الرغم من الشكوك التقليدية لبعضهم البعض، وافق الأمراء على تأسيس «اتحاد الولايات المنغولية الداخلية». أرسلوا خطابًا إلى نانكينغ أنه ما لم يُعترف رسميًا بالحكم الذاتي المنغولي الداخلي؛ ستُطلب المساعدة من اليابان. ردًا على ذلك، سمح تشيانغ كاي شيك رسميًا بإنشاء لجنة الشؤون السياسية المنغولية للحكم الذاتي المحلي، ولكن في محاولاتها لتأكيد سلطتها، ستشارك في اشتباكين خطرين مع قوات مقاطعة سويوان على مدار العام المقبل.
قدّم الجنرال جيرو مينامي، قائد جيش كوانغتونغ، والعقيد سيشيرو إيتاغاكي، الدعم لحكومة منغوليا الداخلية ذاتية الحكم. ومع ذلك عندما أرسل الجنرال مينامي الرائد ريوكينشي تاناكا وضابط آخر لمقابلة الأمير ديمشوغدونغروب في أبريل 1935، لم يتوصلوا إلى اتفاق في ذلك الوقت.
في يونيو 1935، أثر حادث شمال شاهار وما نتج عنه من اتفاق تشين دويهارا بشكل جوهري على الأحداث. أجبرت الاتفاقية جميع وحدات الجيش الصيني التاسع والعشرين على الانسحاب من شمال تشانغبي، والتي بلغت حد الإخلاء التام للقوات الصينية من مقاطعة شاهار. كان من المقرر تكليف النظام العام بـ «فيلق الحفاظ على السلام»، وهو منظمة شرطة مسلحة بأسلحة خفيفة فقط. لم يُسمح لأي مستوطنين صينيين بالانتقال إلى الجزء الشمالي من شاهار، وحُظرت أنشطة الكومنتانغ، وكذلك جميع المؤسسات المعادية لليابان. في أغسطس 1935، التقى الجنرال مينامي بالأمير ديمشوغدونغروب حيث وعد الأمير بالتعاون الوثيق مع اليابان ووعد مينامي بالمساعدة المالية.